# 100 mètres féminin aux Jeux olympiques d'été de 1948 (athlétisme)
Navigation
Berlin 1936 Helsinki 1952
L'épreuve du 100 mètres féminin aux Jeux olympiques d'été de 1948 s'est déroulée le 31 juillet et 2 août 1948 au Stade de Wembley à Londres, au Royaume-Uni. Elle est remportée par la Néerlandaise Fanny Blankers-Koen.

## Faits marquants
38 concurrentes représentant 21 nations participent à l'épreuve.
La Néerlandaise Fanny Blankers-Koen, qui avait commencé sa carrière internationale douze ans auparavant, était mariée, âgée de 30 ans, avec deux enfants, et était considérée en fin de carrière par les observateurs. Cependant, pour sa première épreuve sur les quatre où elle s'était alignée, remporte facilement sa série et sa demi-finale en 12 s 0. 
Son adversaire la plus dangereuse, la Britannique Dorothy Manley (12 s 1 en séries), était une sauteuse en hauteur reconvertie au sprint. En finale, elle est brièvement en tête, avant que Blankers-Koen la rattrape et gagne avec deux mètres d'avance sur la Britannique, elle-même deux mètres devant l'Australienne Shirley Strickland bien que créditée du même temps (12 s 2). Le temps de la première, qui égale le record olympique en 11 s 9, est bon vu le mauvais état de la piste, dû à un temps pluvieux.

## Résultats

### Finale
| Rang               | Athlète             | Pays            | Temps  | Note         |
| ------------------ | ------------------- | --------------- | ------ | ------------ |
| Médaille d'or      | Fanny Blankers-Koen | Pays-Bas        | 11 s 9 | =OR          |
| Médaille d'argent  | Dorothy Manley      | Grande-Bretagne | 12 s 2 |              |
| Médaille de bronze | Shirley Strickland  | Australie       | 12 s 2 |              |
| 4                  | Viola Myers         | Canada          | 12 s 3 | Temps estimé |
| 5                  | Pat Jones           | Canada          | 12 s 3 | Temps estimé |
| 6                  | Cynthia Thompson    | Jamaïque        | 12 s 6 | Temps estimé |

### Demi-finales
Les deux premières de chaque série se qualifient pour la finale.
| Rang | Athlète                  | Pays            | Temps  | Note |
| ---- | ------------------------ | --------------- | ------ | ---- |
| 1    | Fanny Blankers-Koen      | Pays-Bas        | 12 s 0 | Q    |
| 2    | Shirley Strickland       | Australie       | 12 s 4 | Q    |
| 3    | Grethe Nielsen           | Danemark        | 12 s 7 |      |
| 4    | Doris Batter             | Grande-Bretagne |        |      |
| 5    | Liliana Tagliaferri      | Italie          |        |      |
| 6    | Phyllis Lightbourn-Jones | Bermudes        |        |      |

| Rang | Athlète            | Pays                   | Temps  | Note |
| ---- | ------------------ | ---------------------- | ------ | ---- |
| 1    | Dorothy Manley     | Grande-Bretagne        | 12 s 4 | Q    |
| 2    | Pat Jones          | Canada                 | 12 s 6 | Q    |
| 3    | Daphne Hasenjager  | Union d'Afrique du Sud | 12 s 7 |      |
| 4    | Bente Bergendorff  | Danemark               |        |      |
| 5    | Xenia Stad-de Jong | Pays-Bas               |        |      |
| 6    | Kathleen Russell   | Jamaïque               |        |      |

| Rang | Athlète          | Pays            | Temps  | Note |
| ---- | ---------------- | --------------- | ------ | ---- |
| 1    | Viola Myers      | Canada          | 12 s 4 | Q    |
| 2    | Cynthia Thompson | Jamaïque        | 12 s 5 | Q    |
| 3    | Olga Šicnerová   | Tchécoslovaquie | 12 s 5 |      |
| 4    | Birthe Nielsen   | Danemark        | 12 s 5 |      |
| 5    | Winifred Jordan  | Grande-Bretagne |        |      |
| 6    | Grietje de Jongh | Pays-Bas        |        |      |

### Séries
Les deux premières de chaque série se qualifient pour les demi-finales.
| Rang | Athlète                 | Pays      | Temps  | Note |
| ---- | ----------------------- | --------- | ------ | ---- |
| 1    | Fanny Blankers-Koen     | Pays-Bas  | 12 s 0 | Q    |
| 2    | Viola Myers             | Canada    | 12 s 5 | Q    |
| 3    | Betty McKinnon          | Australie | 12 s 7 |      |
| 4    | Maria Oberbreyer-Träsch | Autriche  |        |      |

| Rang | Athlète                    | Pays       | Temps  | Note |
| ---- | -------------------------- | ---------- | ------ | ---- |
| 1    | Shirley Strickland         | Australie  | 12 s 4 | Q    |
| 2    | Birthe Nielsen             | Danemark   | 12 s 9 | Q    |
| 3    | Noemí Simonetto de Portela | Argentine  | 13 s 1 |      |
| 4    | Benedicta de Oliveira      | Brésil     | 13 s 2 |      |
| 5    | Tilly Decker               | Luxembourg |        |      |

| Rang | Athlète          | Pays            | Temps  | Note |
| ---- | ---------------- | --------------- | ------ | ---- |
| 1    | Grethe Nielsen   | Danemark        | 12 s 6 | Q    |
| 2    | Winifred Jordan  | Grande-Bretagne | 12 s 7 | Q    |
| 3    | Mickey Patterson | États-Unis      | 12 s 8 |      |
| 4    | Joyce King       | Australie       | 13 s 1 |      |
| 5    | Betty Kretschmer | Chili           |        |      |

| Rang | Athlète           | Pays                   | Temps  | Note |
| ---- | ----------------- | ---------------------- | ------ | ---- |
| 1    | Cynthia Thompson  | Jamaïque               | 12 s 4 | Q    |
| 2    | Daphne Hasenjager | Union d'Afrique du Sud | 12 s 4 | Q    |
| 3    | Mabel Walker      | États-Unis             | 12 s 8 |      |
| 4    | Millie Cheater    | Canada                 |        |      |

| Rang | Athlète          | Pays            | Temps  | Note |
| ---- | ---------------- | --------------- | ------ | ---- |
| 1    | Doris Batter     | Grande-Bretagne | 12 s 6 | Q    |
| 2    | Kathleen Russell | Jamaïque        | 12 s 9 | Q    |
| 3    | Lilian Young     | États-Unis      | 13 s 0 |      |
| 4    | Elizabeth Müller | Brésil          |        |      |

| Rang | Athlète                  | Pays            | Temps  | Note |
| ---- | ------------------------ | --------------- | ------ | ---- |
| 1    | Dorothy Manley           | Grande-Bretagne | 12 s 1 | Q    |
| 2    | Phyllis Lightbourn-Jones | Bermudes        | 13 s 0 |      |
| 3    | Marie-Thérèse Renard     | Belgique        | 13 s 6 |      |

| Rang | Athlète           | Pays            | Temps  | Note |
| ---- | ----------------- | --------------- | ------ | ---- |
| 1    | Olga Šicnerová    | Tchécoslovaquie | 12 s 4 | Q    |
| 2    | Bente Bergendroff | Danemark        | 12 s 6 | Q    |
| 3    | Helena de Menezes | Brésil          | 13 s 2 |      |
| 4    | Üner Teoman       | Turquie         | 13 s 6 |      |

| Rang | Athlète             | Pays        | Temps  | Note |
| ---- | ------------------- | ----------- | ------ | ---- |
| 1    | Liliana Tagliaferri | Italie      | 12 s 8 | Q    |
| 2    | Xenia Stad-de Jong  | Pays-Bas    | 12 s 9 | Q    |
| 3    | Phyllis Edness      | Bermudes    | 13 s 6 |      |
| 4    | Grete Pavlousek     | Autriche    |        |      |
| 5    | Alma Butia          | Yougoslavie |        |      |

| Rang | Athlète          | Pays     | Temps  | Note |
| ---- | ---------------- | -------- | ------ | ---- |
| 1    | Pat Jones        | Canada   | 12 s 7 | Q    |
| 2    | Grietje de Jongh | Pays-Bas | 12 s 9 | Q    |
| 3    | Jeanine Moussier | France   | 12 s 9 |      |
| 4    | Liv Paulsen      | Norvège  |        |      |

## Légende
Records et Performances
- AR : Record continental (area record)
- CR : Record des championnats (championship record)
- MR : Record du meeting (meet record)
- NR : Record national (national record)
- OR : Record olympique (olympic record)
- PR : Record paralympique (paralympic record)
- PB : Record personnel (personal best)
- SB : Meilleure performance personnelle de la saison (season's best)
- WL : Meilleure performance mondiale de l'année (world leader)
- WJR : Record du monde junior (world junior record)
- WR : Record du monde (world record)

Circonstances et Conditions
- DNF : N'a pas terminé (did not finish)
- DNS : N'a pas pris le départ (did not start)
- DQ : Disqualification (disqualification)
- NM : Aucun essai valable enregistré (No Mark)
- Q : Qualifié « directement » au prochain tour (ou à la prochaine compétition), lors d'une compétition majeure, grâce au classement ou à la réalisation des minima (automatic qualifier)
- q : Qualifié au prochain tour (ou à la prochaine compétition), lors d'une compétition majeure, grâce au repêchage ou à la réalisation de l'une des meilleures performances parmi celles des « non qualifiés directement » (grâce au meilleur temps ou à la meilleure distance par exemple) (secondary qualifier)